# Α-当归酸内酯
α-当归酸内酯（英語：alpha-Angelica lactone）是一种有机化合物，化学式C5H6O2，可见于酸豆、歐洲雲杉、熊果等物种。